# Costituzione della Repubblica di Serbia
La Costituzione della Repubblica di Serbia (Устави Србије) è la legge fondamentale della Serbia. L'attuale costituzione è stata approvata nel referendum costituzionale del 2006, tenutosi dal 28 al 29 di ottobre. È stata proclamata ufficialmente dal Parlamento della Serbia il giorno 8 novembre 2006, sostituendo la Costituzione del 1990.

## Principali disposizioni
Nel preambolo, il Kosovo è definito come una parte integrante della Serbia con una sostanziale autonomia, il primo articolo definisce poi la Serbia come stato del popolo serbo e di tutti i cittadini. Definisce anche la Serbia come stato indipendente per la prima volta dal 1918.
Nella costituzione sono garantiti i diritti umani, compresi i diritti delle minoranze e il divieto di pena di morte e la clonazione umana . Si concede anche una forma di autogoverno e di autonomia economica per la provincia di Vojvodina. Esso stabilisce il cirillico come alfabeto solo per uso ufficiale, mentre prevede disposizioni per l'uso delle lingue minoritarie a livello locale. Le principali differenze tra l'attuale costituzione e quella precedente del 1990 sono:
- Solo la proprietà privata, aziendale e pubblica è riconosciuta;
- I cittadini stranieri potranno diventare proprietari di immobili;
- Sono riconfermati tutti i giudici e la Corte Costituzionale;
- Il Presidente è il comandante in capo dell'esercito;
- Piena indipendenza è concessa alla Banca nazionale di Serbia;
- Alla Vojvodina è concessa l'autonomia economica;
- La Serbia ha un inno ufficiale:Bože Pravde;
- Idiritti dei consumatori, delle madri e dei bambini sono particolarmente protette;
- Ogni cittadino ha il diritto di ottenere informazioni di importanza pubblica;
- Il matrimonio è definito come "unione tra un uomo ed una donna".

## Kosovo
La Costituzione definisce la Provincia autonoma di Kosovo e Metohija, come parte integrante della Serbia, ma con "autonomia sostanziale". Sotto il parere della Commissione di Venezia rispetto alla sostanziale autonomia del Kosovo, un esame della Costituzione rende chiaro che questa autonomia fondamentale non è affatto garantita a livello costituzionale, la Costituzione delega quasi ogni aspetto importante di questa autonomia alla legislazione.

## La lingua ufficiale
Secondo la costituzione la lingua serba è l'unica lingua ufficiale, e l'alfabeto cirillico è l'unico in uso ufficiale. Secondo la Costituzione del 1990 la lingua ufficiale era il serbo-croato, e sia l'alfabeto cirillico che il latino erano in uso ufficiale.

## Costituzioni precedenti
I Serbi hanno una lunga tradizione costituzionale. La prima costituzione serba: il “ St. Sava Nomocanone” (serbo: Zakonopravilo), era stata emanata da San Sava nel 1219. il Nomocanone era un codice di diritto civile, basato sul diritto romano e sul diritto canonico, il suo scopo fondamentale era quello di organizzare il funzionamento del regno e della chiesa serba. Successivamente fu emanato il “Codice Dusan” (serbo: zakonik Dušanov) nel 1349 dallo zar Dušan. Il Codice è basato sul diritto romano-bizantino. Le costituzioni successive sono state emanate durante il principato serbo e il Regno serbo negli anni 1835, 1838, 1869, 1888, 1901 e 1903, durante la Repubblica Socialista di Serbia nel 1947, 1963 e 1974 e durante la Repubblica di Serbia nel 1990.